# Afrida oligoglotta
Afrida oligoglotta är en fjärilsart som beskrevs av Dyar 1913. Afrida oligoglotta ingår i släktet Afrida och familjen trågspinnare. Inga underarter finns listade i Catalogue of Life.